# Rødovre Gymnasium
Rødovre Gymnasium (tidl. Rødovre Statsskole) er et gymnasium i Rødovre Kommune i Region Hovedstaden.
Da gymnasiet blev opført i 1958, var det det første gymnasium på Vestegnen. Det er det største og ligger i et parcelhuskvarter ikke langt fra Rødovre Station.
Bygningen er opført i ét plan af mursten. Den er tegnet af arkitekt Axel Maar i 1957.
Landskabsarkitekterne på projektet var Agnete Muusfeldt og Erik Mygind.
I 2006 blev skolen udvidet med moderne bygninger som store åbne studiecentre, udstyret med nye moderne computere. Skolen blev i 2005 også en del af Lectio, gymnasiernes internetbaserede skema- og administrationssystem.
Skolens logo er designet af Henry Heerup, hvis kunst hænger på gange og i aulaen.

## Punk
Danmarks første og mest indflydelsesrige punk-band, Sods (nuværende Sort Sol), debuterede med en koncert på gymnasiet den 24. november 1977.

## Kendte lærere
- Jette Gottlieb, politiker, MF 1994-2001. Underviste i geografi og samfundsfag ved Rødovre Statsskole i peridoen 1978-1982.
- Kirsten Toksvig, f. 1944. Musiklærer fra medio 1970erne til ultimo 1990erne. Virkede som musikterapeut til sin død i 2005.
- Irene Becker, musiklærer 1981-1993. Professionel pianist og komponist. Gift med musiker og komponist Pierre Dørge.
- Bent Mortensen, lærer i sang og musik i 1960'erne. Medlem af Kor 72 og kordirigent
- Mads Thranholm f. 1948. Musiklærer. Fastansat fra 1976 til sin død i 1994.. Desuden forfatter af bøger samt medforfatter sammen med sin lærerkollega Kim Helweg til rockoperaen Odysseus, som blev opført på Bellevue Teatret i 1982.
- Kim Helweg-Mikkelsen, eller Kim Helweg, f. 1956. Musiklærer. Professionel komponist. Medforfatter med sin lærerkollega Mads Thranholm til rockoperaen Odysseus, som blev opført på Bellevue Teatret i 1982.
- Finn Gravesen, musiklærer fra medio 1970'erne. Forfatter og medforfatter af bøger.
- Jørgen Sonne (forfatter), underviste i historie og metalsløjd (primo 1960'erne).

## Kendte elever
Listen er ikke komplet.
- 1963: Jesper Klein, skuespiller (1944-2011)
- 1964: Jørgen Rosted, cand.polit., departementschef i Erhvervsministeriet (født 1945)
- 1964: Ruth Plovgaard (f. 1946). Rektor på skolen 1993 - marts 2009.
- 1964: Lars Johansen, cand.polit., Unibanks direktør (født 1945)
- 1965: Leif Emerik (født 1945)
- 1970: Jussi Adler-Olsen, krimiforfatter (født 1950)
- 1972: Jørgen Emborg, musiker, komponist (født 1953)
- 1978: Lotte Heise, model, forfatter (født 1959)
- 1983: Inger Dam-Jensen, sopran (født 1964)
- ca. 1987: Gordon Kennedy, skuespiller, komiker (født 1968)
- 1992: Benjamin Koppel, saxofonist, komponist (født 1974)
- 1998: Stine Kronborg, koreograf, tv-vært, sanger og model (født 1979)
- 1998: Sune de Souza Schmidt-Madsen (f. 1979).
- 2001: Rasmus Meyer, højskoleforstander (født 1982)
- Punkbandet No Knox

## Rektorliste
- Niels Ferlov 13. oktober 1958 – 31. juli 1979.
- Ove Kreisberg 1. august 1979 - 31. december 1991; orlov 1. August 1986-31. Juli 1988.
- Ruth Plovgaard 1993 - marts 2009.
- Peter Ditlev Olesen marts 2009 – ?

## Traditioner på RG
Der er flere traditioner på RG som auling, introfest, fodboldturnering, grøn dag, gallafest, billedkoncerten, forårskoncerten og 3.g'ernes revy.
Auling
(tidligere kaldet "Fællessamling") er et månedligt møde i skolens Aula i dagens første pause. Til auling kommer skolens ledelse og elevorganer (elevrådet og Montmartre) med beskeder til eleverne. Derudover skiftes klasserne til at underholde til auling.
Introfest
Den første skoleuge afsluttes med en fest for 1.g'erne og deres introer, dvs. ældre elever, der har til opgave at vise 1g'erne til rette. Festen har kun lys øl i fadølsanlægget. Klasserne forbereder alle et stykke underholdning, og skolens rektor kårer de to bedste.
Fodboldtunering
3.g'erne arrangerer en intern fodboldturnering for alle skolens klasser i starten af skoleåret. Dommerne kan bestikkes, og dette er officielt en del af konceptet. 3.g'erne bliver desuden altid fordelt i kampe mod 1.- og 2.g'ere.
Grøn Dag
Grøn dag er RG's idrætsdag. Dagen starter med fælles opvarmning i skolegården, hvorefter eleverne tager ud til den aktivitet, de har valgt. Om aftenen holdes der fest på skolen, hvor alle klasser har valgt et tema og konkurrerer om den bedste udklædning og oppyntning.
Gallafest
RG's Gallafest falder sammen med RG's fødselsdag. Dagen starter med fælles morgenmad. Herefter har eleverne et enkelt modul, hvorefter der er afslutning i skolens Aula. Her giver skolen (kulturudvalget og rektor) eleverne og lærerne en menneskelig gave. Desuden spilles finalen i den interne fodboldturnering på denne dag. Om aftenen er der Gallafest, hvor elever kommer i gallatøj. Delt efter årgang danser skolens elever i tre hold les lanciers.
Skolemusical, tidligere Billedkoncerten
I skoleåret 2011-12 opførte RG for første gang en musical, der afløste den traditionelle Billedkoncert. RG opførte indtil da en billedkoncert i efteråret, hvor der indgik musikalske, danse- og fotografiske indslag, og fra 2009 opførtes der ligeledes dramatiske indslag i billedkoncerten, og det var således grundlaget for skolemusicalen.
Forårskoncerten
Til Forårskoncerten spiller skolens musikhold og elevernes bands koncert.
2.g'ernes afsked til 3. gerne
Til 3.g'ernes sidste auling laver 2. g'erne en afskedsfilm til 3. g'erne. Det er tradition, at 2.g'erne i filmen parodierer de 3.g'ere, der har gjort sig mest bemærkede.
3.g'ernes revy
På 3.g'ernes sidste undervisningsdag opfører de en revy over året, der gik, og over deres 3 år på Rødovre Gymnasium. De mundtlige eksamener opgives her, dette sker igennem en form for banko.